# Hanila
Hanila (em estoniano:  Hanila vald) é um município rural estoniano localizado na região de Läänemaa.